# Joachim Marx
Joachim Marx (* 31. srpna 1944, Gliwice) je bývalý polský fotbalista, střední útočník. Po skončení aktivní kariéry působil ve Francii jako trenér.

## Fotbalová kariéra
Začínal v týmu Piast Gliwice. V polské nejvyšší soutěži hrál za Gwardii Varšava a Ruch Chorzów. S Ruchem Chorzów získal v letech 1974 a 1975 mistrovský titul a v roce 1974 i polský pohár. Dále hrál ve francouzské Ligue 1 za RC Lens a kariéru končil ve druhé francouzské lize v týmu US Nœux-les-Mines. V Poháru mistrů evropských zemí nastoupil v 9 utkáních a dal 2 góly a v Poháru UEFA nastoupil ve 23 utkáních a dal 6 gólů. Za reprezentaci Polska nastoupil v letech 1966–1975 ve 23 utkáních a dal 10 gólů. V roce 1972 byl členem vítězného polského týmu na olympiádě 1972, nastoupil ve 2 utkáních.

## Ligová bilance
| Ročník                 | Zápasy | Góly | Klub              |
| ---------------------- | ------ | ---- | ----------------- |
| Ekstraklasa 1963/64    | 26     | 16   | Gwardia Varšava   |
| Ekstraklasa 1964/65    | 25     | 9    | Gwardia Varšava   |
| Ekstraklasa 1965/66    | 25     | 5    | Gwardia Varšava   |
| 2. polská liga 1966/67 | -      | -    | Gwardia Varšava   |
| Ekstraklasa 1967/68    | 7      | 6    | Gwardia Varšava   |
| 2. polská liga 1968/69 | -      | -    | Gwardia Varšava   |
| Ekstraklasa 1969/70    | 24     | 8    | Ruch Chorzów      |
| Ekstraklasa 1970/71    | 26     | 9    | Ruch Chorzów      |
| Ekstraklasa 1971/72    | 26     | 13   | Ruch Chorzów      |
| Ekstraklasa 1972/73    | 22     | 6    | Ruch Chorzów      |
| Ekstraklasa 1973/74    | 26     | 13   | Ruch Chorzów      |
| Ekstraklasa 1974/75    | 28     | 15   | Ruch Chorzów      |
| Ekstraklasa 1975/76    | 10     | 2    | Ruch Chorzów      |
| Ligue 1 1975/76        | 26     | 15   | RC Lens           |
| Ligue 1 1976/77        | 34     | 6    | RC Lens           |
| Ligue 1 1977/78        | 33     | 13   | RC Lens           |
| Ligue 2 1978/79        | 17     | 4    | RC Lens           |
| Ligue 2 1979/80        | 33     | 13   | US Nœux-les-Mines |
| Ligue 2 1980/81        | 31     | 13   | US Nœux-les-Mines |
| Ligue 2 1981/82        | 32     | 13   | US Nœux-les-Mines |
| CELKEM 1. liga         | 338    | 136  |                   |

## Trenérská kariéra
V letech 1985-1988 byl trenérem RC Lens.